# Valle Rossa
La Valle Rossa è una valle laterale della Val Seriana in Provincia di Bergamo, Lombardia.

## Geografia

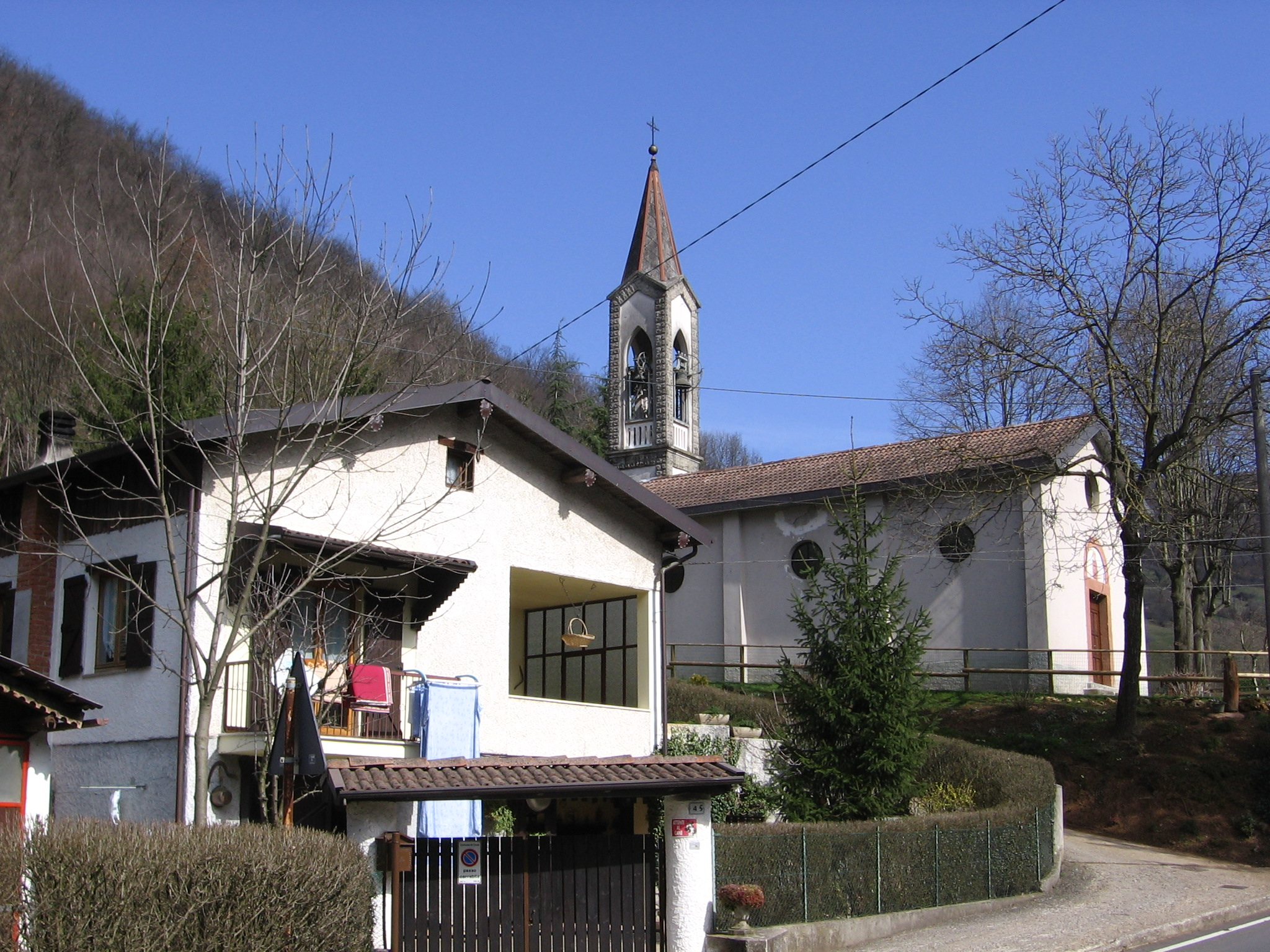
La chiesa di sant'Antonio

La valle si sviluppa da Est ad Ovest in modo lineare e con pendenza contenuta, per una lunghezza totale di circa 9 chilometri. Chiusa nella sua parte più elevata dal monte Pler (1.051 m s.l.m.), spartiacque tra le valli Seriana e Cavallina con vista panoramica sul lago di Endine, sfocia nel fondovalle seriano presso Cene.
Nel suo tratto iniziale è inclusa nel territorio amministrativo di Bianzano, mentre la parte più a valle fa parte del comune di Cene, con una porzione del suo versante destro inclusa nei limiti amministrativi di Leffe.
È delimitata, sul suo lato destro, dal monte Bue (707 m s.l.m.), propaggine che svetta sull'abitato di Cene, dal monte Cornello (775 m s.l.m.) e dal monte Crocione (998 m s.l.m.), alle cui falde si trova il bosco Giudi, includendo la piccola valle Noes (divisa amministrativamente tra Cene e Leffe), situata presso il valico che conduce a San Rocco, frazione di Leffe. Sul lato sinistro si trovano invece i monti Altino (1.018 m s.l.m.) ed Altinello (997 m s.l.m.), dove si trova il bosco Caldirone, separati dalla val de Clì.
Per ciò che concerne l'idrografia, il principale corso d'acqua è il torrente Doppia, affluente del Serio da destra, che raccoglie le acque di numerosi piccoli rivoli, tra i quali il Clì ed il Noes, composti dalle acque in eccesso provenienti dai monti circostanti.
La viabilità è data dalla S.P.40 che l'attraversa quasi completamente e che collega Cene al Forcellino, località panoramica posta sopra l'abitato di Bianzano, distanti 7.5 chilometri, strada molto frequentata dai ciclisti della zona anche per le sue pendenze non proibitive. Ad essa si aggiunge la variante della S.P.62 che, circa a metà della valle, si dirama sul lato destro della stessa salendo fino a raggiungere san Rocco, frazione di Leffe.
Numerose sono le opportunità per chi volesse passare un po' di tempo immerso nella natura, con molti sentieri che si snodano sulle pendici delle propaggini circostanti. Tra i principali vi sono quelli contrassegnati con segnavia del CAI numero 541 e 546. Il primo sale da Cene fino alla val de Clì, per congiungersi con gli itinerari numero 512 (che conduce fino ad Altino) e 513 (che raggiunge i monti Altinello e Pler). La seconda traccia invece si dirama dalla zona a Nord dell'abitato di Cene per spingersi sulle propaggini del monte Bue, compiendone il periplo.
Il livello di antropizzazione della valle è molto basso, con pochi nuclei abitativi sparsi. Il principale è quello posto allo sbocco della val de Clì, dove si trova un pugno di case circondate dalla chiesa di sant'Antonio, edificata nel 1950. Vi sono poi numerosi cascinali, che mantengono le caratteristiche rurali che da sempre contraddistinguono queste zone, tra cui le cascine "Pierangelo", "Clì", "Ministro", "Scapla", "Villi", "del Guardiaboschi", nonché "palazzo Maeroni", "Cà della Madonna", "Cà Sampietro" e "Cà Diciotto".